# Ouled Hellal
Ouled Hellal (în arabă اوالد هالل) este o comună din provincia Médéa, Algeria.
Populația comunei este de 3.367 de locuitori (2008).